# Crevés
Crevés, franska "slitsar", utskärningar i plagg, främst på ärmar och byxor, uppstod på 1400-talet. Undertyget eller fodret skymtade igenom, ofta i avvikande färg. Detalj som återkom i modet under tidigt 1800-tal, och på 1990-talet.